# Rue de la Sablière (Asnières-sur-Seine et Courbevoie)
Pour l’article homonyme, voir Rue de la Sablière.
La rue de la Sablière est une voie de communication située à Courbevoie et Asnières-sur-Seine,.

## Situation et accès

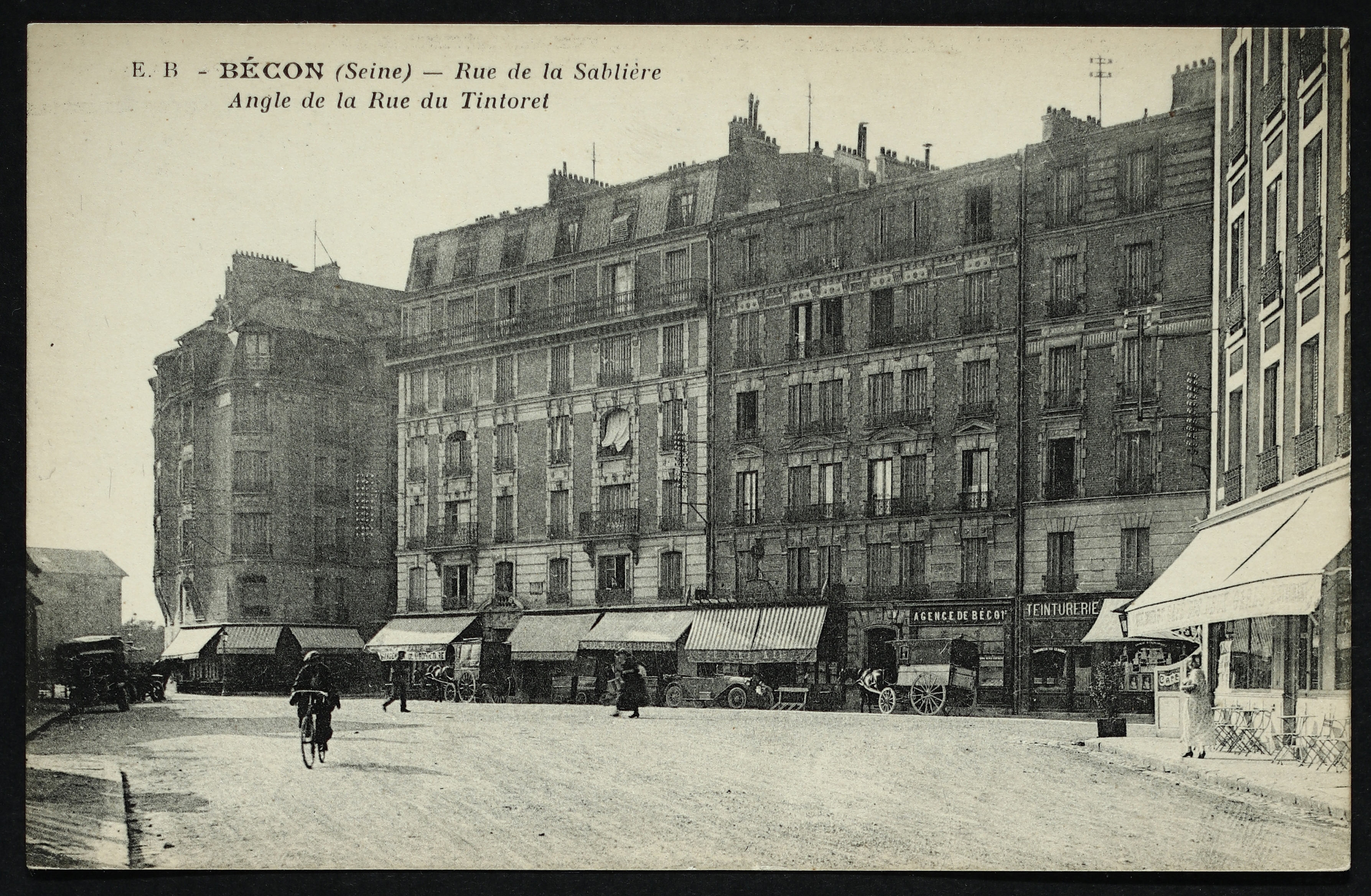
À l'angle de la rue du Tintoret.

Cette rue, parallèle à la voie ferrée et marquant la limite entre Asnières-sur-Seine et Courbevoie, suit le coteau de Bécon. Elle passe au sud d'une zone urbaine créée entre la guerre de 1870 et la Première Guerre mondiale, dont certaines rues croisées, côté nord, témoignent de l'identité : rue de Strasbourg, rue de Belfort, rue de Lorraine et rue d'Alsace, puis suit l'avenue Jeanne avant de se terminer à la rue Chanzy.
Les rues côté Courbevoie, au sud, sont la rue de Behagle et la rue Cacheux.

## Origine du nom

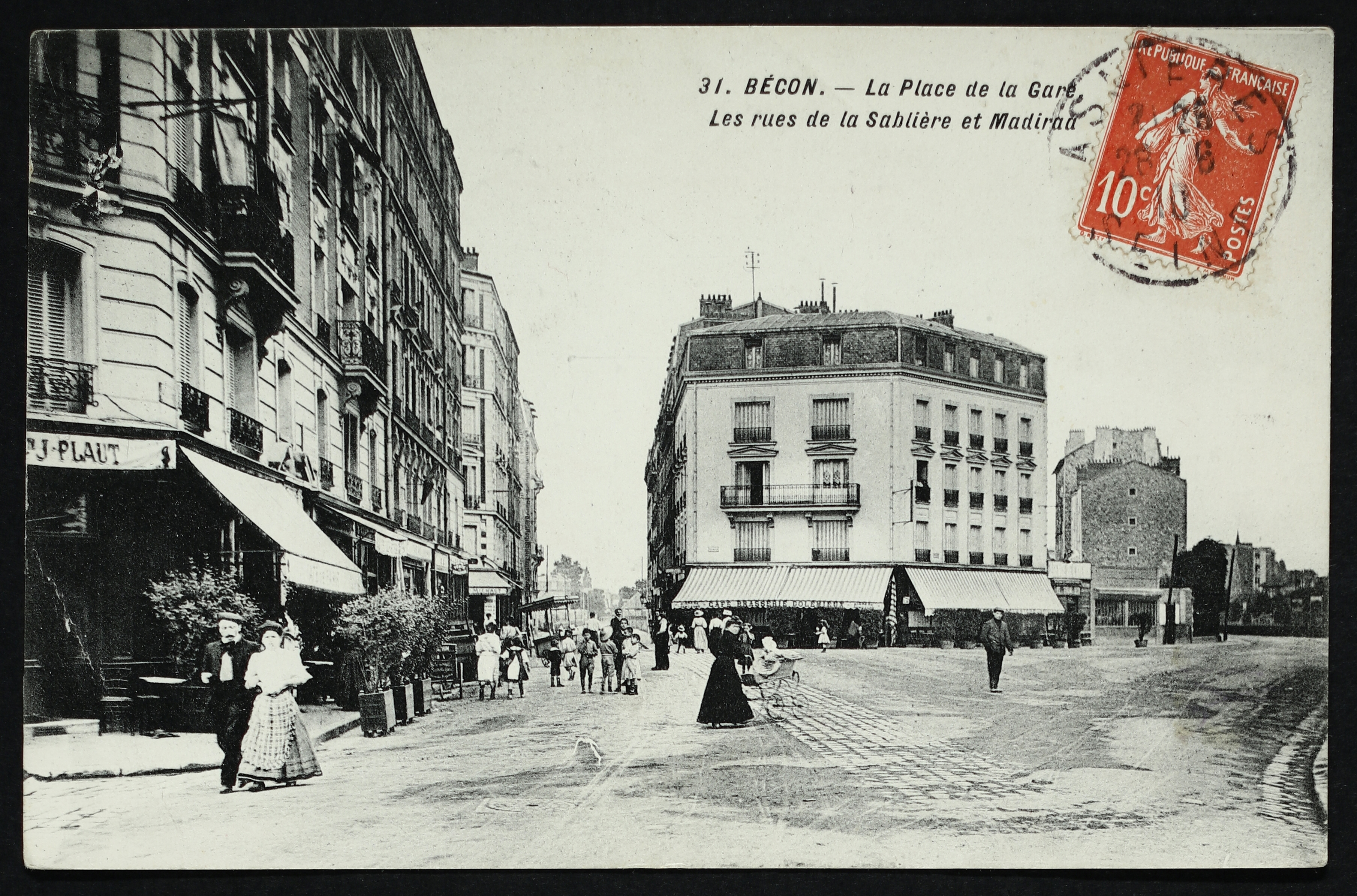
La Place de la Gare - Les rues de la Sablière et Madiraa.

Le nom de cette rue vient d'une ancienne sablière ouverte par la Compagnie de l'Ouest vers 1861, sur laquelle fut construite la gare de Bécon-les-Bruyères.
Par l'ancienneté des aménagements faits par les compagnies ferroviaires successives, elle a indirectement donné son nom à l'ICF La Sablière, qui fait partie de la Société Immobilière de Chemins de Fer Français.

## Historique
Pendant la Seconde Guerre mondiale s'y trouvait un centre de distribution des titres de rationnement qui fut cambriolé le 15 mai 1943 par Raymond Grandjean, ensuite fusillé le 6 août 1943 au Mont-Valérien.

## Bâtiments remarquables et lieux de mémoire

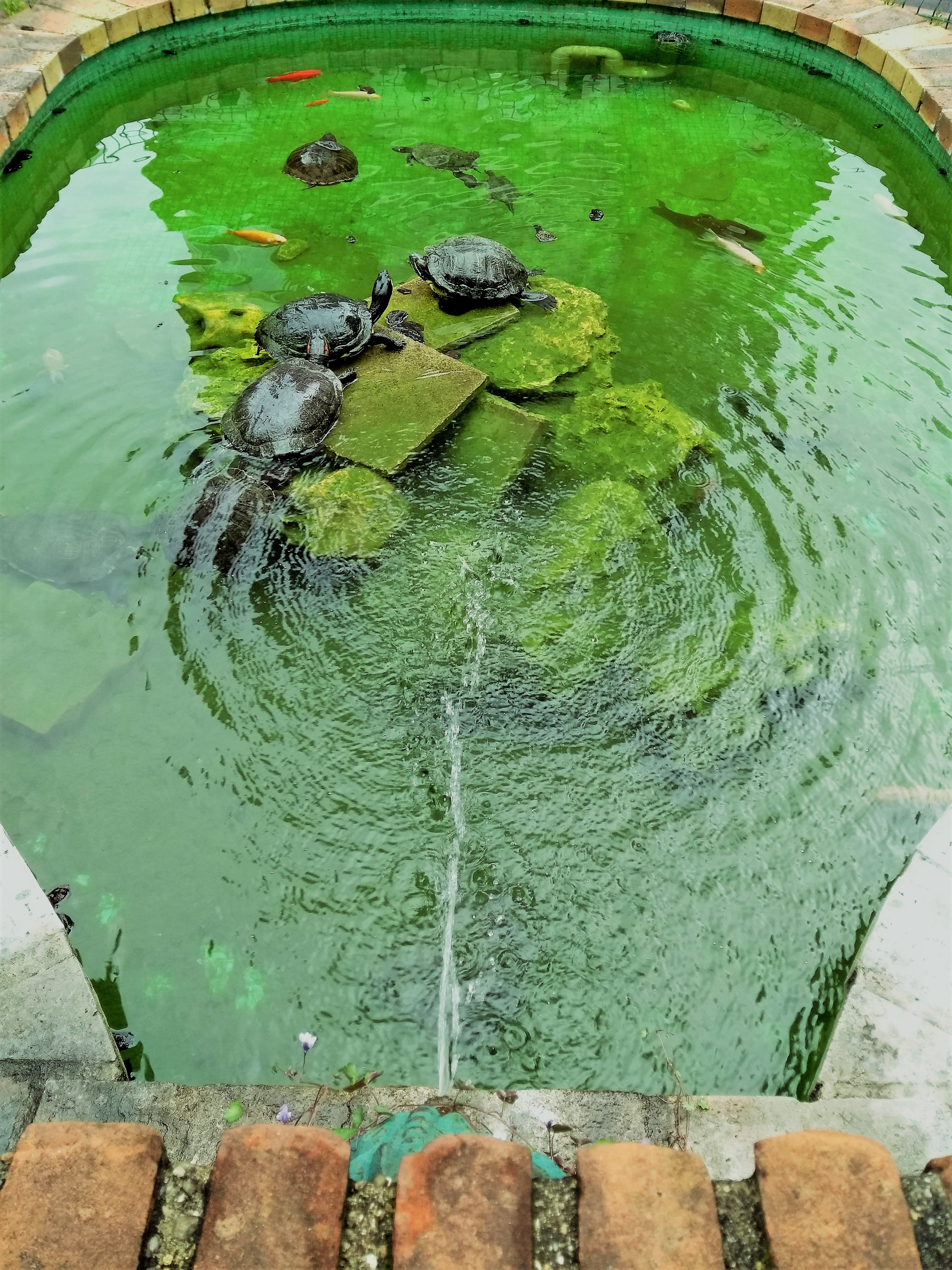
Bassin à tortues dans la cour du groupe la Sablière.

- Un ensemble de trois immeubles H.B.M. à cour commune, dit « groupe la Sablière », réalisé en 1933 par l'architecte Charles Abella[5],[6].
- Au no 26, à l'angle de l'avenue Jeanne, maison construite en 1906 sur les plans de l’architecte J. Rigolley[7].
- Au no 68 habitait Émile Agier, fusillé en 1943 au Mont-Valérien. La rue Émile-Agier, voisine, porte son nom[8].